# Rosa longicuspis
Rosa longicuspis es una especie de planta del género Rosa, de la familia Rosaceae.

## Taxonomía
Rosa longicuspis fue descrita por Bertol. en 1861.

## Distribución
Se encuentra en el territorio de Assam hasta el centro-sur de China.